# Затьмарення (фільм)
«Затьмарення» (англ. A Scanner Darkly — дослівно «Сканування втемну») — американський анімаційно-ігровий повнометражний художній фільм Річарда Лінклейтера, поставлений за мотивами однойменного роману Філіпа К. Діка.

## Сюжет
Події фільму відбуваються в США в недалекому майбутньому (у фільмі — 2013 рік). Поширення наркотиків досягло катастрофічних масштабів: близько 20 % населення країни є хронічними наркоманами. Відділ поліції по боротьбі з наркотрафіком намагається ввести в середовище наркоманів «крота». Рівень секретності операції такий, що навіть куратор операції не знає імені та обличчя секретного агента — вони спілкуються один з одним за допомогою костюмів-«калейдоскопів», які постійно змінюють зовнішність та голос людини. В результаті наступає момент, коли Спецагент Боб Арктор (Кіану Рівз) отримує завдання стежити за наркоманом Бобом Арктором — тобто фактично за самим собою. На цей момент він уже сильно підсів на найновіший наркотик — «речовину „Д“», яка постійно руйнує його свідомість, і стеження за самим собою вже не виглядає для нього найбільш дивним, що може трапитися з людиною. Куратор операції і Арктор знають один одного тільки за псевдонімами — Хенк та Фред.
Арктор живе з двома наркоманами. При цьому один з них є інформатором поліції, та регулярно передає інформацію Хенку та Фреду. До Арктора часто приходить його знайома дівчина на ім'я Донна (Вайнона Райдер). В зв'язку з різким погіршенням здоров'я Арктора відправляють в лікувальний заклад організації «Новий Шлях». Виявляється що «Новий Шлях» — це секта по виробництву наркотиків, в якій працюють наркомани, що поступають на лікування. Кругова порука навколо наркотичного оплоту настільки висока, і довести порушення законодавства настільки складно, що керівництво поліції приймає рішення ризикнути своїм співробітником (Арктором) в надії, що той впорається з наркотичною залежністю та відновиться достатньо, щоб допомогти у викритті злочинців. Фільм закінчується сценою в якій починає прокидатися свідомість головного героя.

## В ролях
| • Кіану Рівз        | … | Боб Арктор / «Фред» |
| • Роберт Дауні-мол. | … | Джеймс Барріс       |
| • Вуді Гаррельсон   | … | Ерні Лакман         |
| • Вайнона Райдер    | … | Донна Готорн        |
| • Рорі Кокрейн      | … | Чарльз Фрек         |
| • Дамеон Кларк      | … | Майк                |
| • Алекс Джонс       | … | вуличний пророк     |

## Виробництво
Для виробництва фільму використовувався прийом під назвою ротоскопіювання: художники-аніматори кожен кадр малюють поверх реального. Цей художній прийом дозволив домальовувати деякі елементи, яких в реальних зйомках не було: галюцинації головних героїв, футуристичні костюми, а також передати особливе сприйняття реальності головним героєм.

## Знімальна група
- Автори сценарію — Річард Лінклейтер (сценарій), Філіп Дік (роман)
- Режисер — Річард Лінклейтер
- Продюсери — Томмі Палота[en],Джона Сміт[en],Ервін Стофф[en]
- Оператор — Шейн Ф. Келлі[d]
- Композитор — Грехем Рейнольдс[en]
- Монтаж — Сандра Едейр[en]
- Звук — Стівен Хантер Флік